# Cloven Hoof
Cloven Hoof is een Britse heavy metalband uit Wolverhampton, West Midlands, die actief was van 1979 tot 1990 en opnieuw van rond 2000. De band werd geassocieerd met de nieuwe golf van Britse heavy metal-bewegingen, naast bands als Iron Maiden, Saxon en Diamond Head. Alleen de oprichtende bassist Lee Payne heeft vele bezettingswisselingen doorstaan en is de hele carrière van de band aanwezig gebleven.

## Bezetting
Huidige bezetting
- Lee Payne (basgitaar, 1979–1990, 2000-)
- Chris Dando (zang)
- Chris Coss (gitaar, 2011-)
- Luke Hatton (gitaar)
- Ash Baker (drums)

Voormalige leden
- Russ North (zang, 1986-1990, 2006-2009, 2011–2012)
- Rob Kendrick (zang, 1985-1986)
- David Potter (zang, 1982–1984)
- Matt Moreton (zang, 2000-2006, 2009)
- Steve Rounds (gitaar, 1982–1986)
- Andy Wood (gitaar, 1988–1990, 2004)
- Andy Shortland (gitaar, 2005–2006)

- Ben Read (gitaar, 2007–2010)
- Mick Powell (gitaar, 2007, 2008, 2009–2010)
- Luke Hatton (gitaar, 2014-2017)
- Kevin Pountney (drums, 1979–1986)
- Lynch Radinsky (drums, 2005–2006)
- Jon Brown (drums, 1987–1990, 2007–2010)

## Geschiedenis

### Vroege jaren: 1979-1987
Cloven Hoof onderging een aantal vroege bezettingswijzigingen, voordat genoegen werd genomen met een vaste bezetting, die voor de eerste paar opnamen zou aanblijven. Theatraal vanaf het begin namen de vier bandleden pseudoniemen aan, gebaseerd op de vier elementen: David 'Water' Potter, Steve 'Fire' Rounds, Lee 'Air' Payne en Kevin 'Earth' Poutney. Deze bezetting nam een succesvolle demo op in 1982, samen met de ep The Opening Ritual en het debuutalbum Cloven Hoof (1984). Na het uitbrengen van hun titelloze debuut verliet David Potter de band en werd vervangen door Rob Kendrick, die het pseudoniem 'Water' op zich nam. Deze bezetting slaagde er alleen in het livealbum Fighting Back (1987) op te nemen voordat het uit elkaar ging, waardoor Lee Payne het enige overgebleven bandlid bleef.

### 1988-1990
Lee Payne reactiveerde de band in 1988 en huurde zanger Russ North en gitarist Andy Wood van Tredegar in, samen met drummer Jon Brown. Met een geheel nieuwe bezetting muzikanten, liet de band de artiestennamen vallen en nam ze nog de twee albums Dominator (1988) en A Sultan's Ransom (1989) op. Het voormalige lid van Tredegar, Lee Jones, werd kort na het uitbrengen van deze twee albums bij de band betrokken als tweede gitarist, maar contractuele problemen zorgden ervoor dat de band in 1990 weer uit elkaar ging.

### 2001-2007
In de zomer van 2001 begon Lee Payne met het samenstellen van een nieuwe bezetting voor de volgende incarnatie van Cloven Hoof (na een telefoongesprek met Andy Wood over de contractuele problemen die de splitsing van de band gedurende tien jaar hadden veroorzaakt.) De band voltooide op 10 april 2004 een live optreden op het Keep It True II Festival in de Tauberfrankenhalle in Lauda-Königshofen, Duitsland. Eye of the Sun werd opgenomen en uitgebracht in 2006, met de hulp van de muzikanten Matt Moreton (zang), Andy Shortland (gitaar) en Lynch Radinsky (drums). Tom Galley produceerde het album. Vanwege de werkverplichtingen van verschillende bandleden was het voor de eenheid onmogelijk om live te spelen, dus Lee Payne was opnieuw verplicht om nieuw personeel aan te trekken. Zanger Russ North keerde terug naar het Verenigd Koninkrijk en voegde zich weer bij de band, na enige tijd in Spanje te hebben gewoond. Uiteindelijk werd de bezetting van de band aangevuld door Mick Powell en Ben Read op gitaar, en Jon Brown op drums.

### Vanaf 2008
Een verzameling opnieuw opgenomen nummers - The Definitive Part One - werd begin 2008 uitgebracht, met de nieuwe ep Throne of Damnation, die in 2010 zou uitkomen. In 2008 was Cloven Hoof co-headliner van het Metal Brew Festival in Mill Hill met Pagan Altar. Beide bands traden ook op tijdens het British Steel IV Festival in de Camden Underworld in 2009. Op 27 juni 2009 verscheen Cloven Hoof bij het Bang Your Head !!! festival in Balingen, Duitsland. Ze stonden op de affiche naast bands als W.A.S.P., U.D.O., Blind Guardian en Journey, die hun optredens speelden in stortregens. Het nummer Nightstalker van het debuutalbum van de band werd gebruikt in de soundtrack van het computerspel Brütal Legend. Begin 2010, na het vertrek van Russ North werd Matt Moreton ingehuurd om de zang op te nemen, die op de ep Throne of Damnation verscheen. Moreton verliet de band kort daarna vanwege een slechte gezondheid. Op 13 december 2010 bracht Cloven Hoof hun eerste dvd A Sultan's Ransom - Video Archive uit, met beelden van een concert in 1989 in het Lichfield Art Center en met twee videoclips voor de nummers Mad, Mad World en Highlander, beide van A Sultan's Ransom.
In 2011 hervormde Lee Payne de band en haalde gitarist Joe Whelan van de band Dementia en gitarist Chris Coss van UK/DC, samen met drummer Mark Gould en Ash Cooper op zang. Deze bezetting heeft de videoclip I'm Your Nemesis en een bijgewerkte versie van Nightstalker uitgebracht. Russ North nam in juli 2012 voor het laatst afscheid van Cloven Hoof, na een controversiële prestatie op Cyprus. Mark Gould verliet de band in augustus 2012, met Jake Oseland die hem op tijd op drums verving voor een reeks live dates in 2013. De bezetting van 2013 van Cloven Hoof plande een debuut concert in het Verenigd Koninkrijk met Jameson Raid en Hollow Ground in de Wolverhampton Civic Hall op 30 maart 2013. Op 27 april 2013 speelde Cloven Hoof een concert in het Parkhotel Hall in Tirol, Oostenrijk. De show werd opgenomen door producent Patrick Engel voor een toekomstige publicatie van een livealbum. Een studioalbum, voorlopig getiteld Resist or Serve, was gepland voor publicatie bij High Roller Records. Op 23 juni 2013 speelde Cloven Hoof op het R-Mine Festival in België, met onder meer Hell, Tygers of Pan Tang en Tank. Dit werd gevolgd door een optreden op het Heavy Metal Night 6 Festival in Italië op 21 september 2013. In 2014 werd Cloven Hoof toegevoegd aan de affiche voor het Sweden Rock Festival, met Black Sabbath en Alice Cooper. Een optreden op het Power and Glory Festival in Hatfield was gepland op 23 augustus 2014, met verdere Europese tourneedata die het hele jaar door plaatsvinden.

### 2025
Russ North overleed begin 2025 op 59-jarige leeftijd.

## Discografie

### Studioalbums
- 1984: Cloven Hoof
- 1988: Dominator (opnieuw uitgebracht in 2011 en 2012)
- 1989: A Sultan's Ransom (opnieuw uitgebracht in 2012)
- 2006: Eye of the Sun
- 2014: Resist or Serve
- 2017: Who Mourns for the Morning Star
- 2020: The Age of Steel
- 2022: Time Assassin

### Livealbums
- 1986: Fighting Back

### Compilation albums
- 2008: The Definitive Part One

### Ep's
- 1982: The Opening Ritual
- 2010: Throne of Damnation

### Demo's
- 1982: 1982 Demo
- 1982: Second 1982 Demo

### Video's en dvd's
- 2010: A Sultan's Ransom - Video Archive (dvd)